# エスタディオ・ジョゼ・アルヴァラーデ
エスタディオ・ジョゼ・アルヴァラーデ（Estádio José Alvalade）は、ポルトガル・リスボンにあるサッカー専用スタジアム。スポルティングCPがホームスタジアムとして使用している。

## 概要
UEFA EURO 2004の開催にあわせ、それまであった旧スタジアム（1956年開場）の隣接地に新スタジアムを建設した。こけら落しはマンチェスター・ユナイテッド戦で、3対1でスポルティングCPが勝利した。UEFAのエリートスタジアムでもあり、2005年にはUEFAカップ決勝が行われた。また、旧スタジアム跡地には12スクリーンを持つシネマコンプレックスがある。UEFAチャンピオンズリーグ 2019-20では、準々決勝と準決勝が行われた。

## 開催された主な試合

### サッカー
- UEFA EURO 2004

| 日付          | ホームチーム | 結果 | アウェーチーム | ラウンド         |
| ------------- | ------------ | ---- | -------------- | ---------------- |
| 2004年6月14日 | スウェーデン | 5-0  | ブルガリア     | グループステージ |
| 2004年6月20日 | スペイン     | 0-1  | ポルトガル     | グループステージ |
| 2004年6月23日 | ドイツ       | 1-2  | チェコ         | グループステージ |
| 2004年6月25日 | フランス     | 0-1  | ギリシャ       | グループステージ |
| 2004年6月30日 | ポルトガル   | 2-1  | オランダ       | 準決勝           |

- 国際Aマッチ

| 日付           | ホームチーム | 結果 | アウェーチーム | ラウンド                      |
| -------------- | ------------ | ---- | -------------- | ----------------------------- |
| 2004年10月13日 | ポルトガル   | 7-1  | ロシア         | 2006 FIFAワールドカップ・予選 |
| 2007年3月24日  | ポルトガル   | 4-0  | ベルギー       | UEFA EURO 2008予選            |
| 2007年9月12日  | ポルトガル   | 1-1  | セルビア       | UEFA EURO 2008予選            |
| 2008年9月10日  | ポルトガル   | 2-3  | デンマーク     | 2010 FIFAワールドカップ・予選 |
| 2013年10月11日 | ポルトガル   | 1-1  | イスラエル     | 2014 FIFAワールドカップ・予選 |
| 2015年9月14日  | ポルトガル   | 0-1  | フランス       | 親善試合                      |
| 2019年10月12日 | ポルトガル   | 3-0  | ルクセンブルク | UEFA EURO 2020予選            |
| 2020年10月7日  | ポルトガル   | 0-0  | スペイン       | 親善試合                      |
| 2020年10月14日 | ポルトガル   | 3-0  | スウェーデン   | UEFAネーションズリーグ        |
| 2021年6月9日   | ポルトガル   | 4-0  | イスラエル     | 親善試合                      |
| 2022年6月5日   | ポルトガル   | 4-0  | スイス         | UEFAネーションズリーグ        |
| 2022年6月9日   | ポルトガル   | 2-0  | チェコ         | UEFAネーションズリーグ        |
| 2022年11月17日 | ポルトガル   | 4-0  | ナイジェリア   | 親善試合                      |
| 2023年6月20日  | ブラジル     | 2-4  | セネガル       | 親善試合                      |

- その他

| 日付          | ホームチーム     | 結果 | アウェーチーム   | ラウンド       |
| ------------- | ---------------- | ---- | ---------------- | -------------- |
| 2005年5月18日 | スポルティングCP | 1-3  | PFC CSKAモスクワ | UEFAカップ決勝 |

## ギャラリー

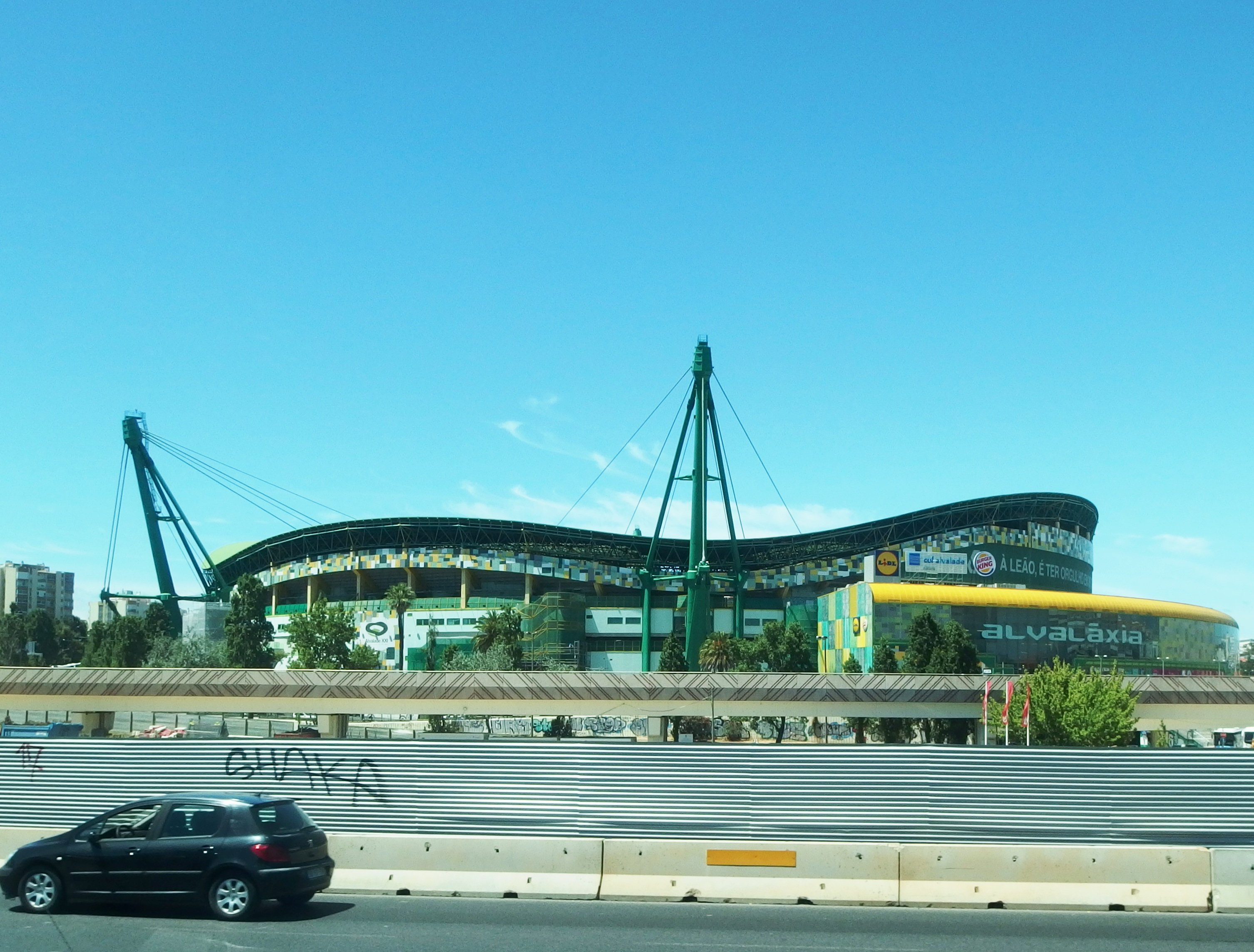
外観1
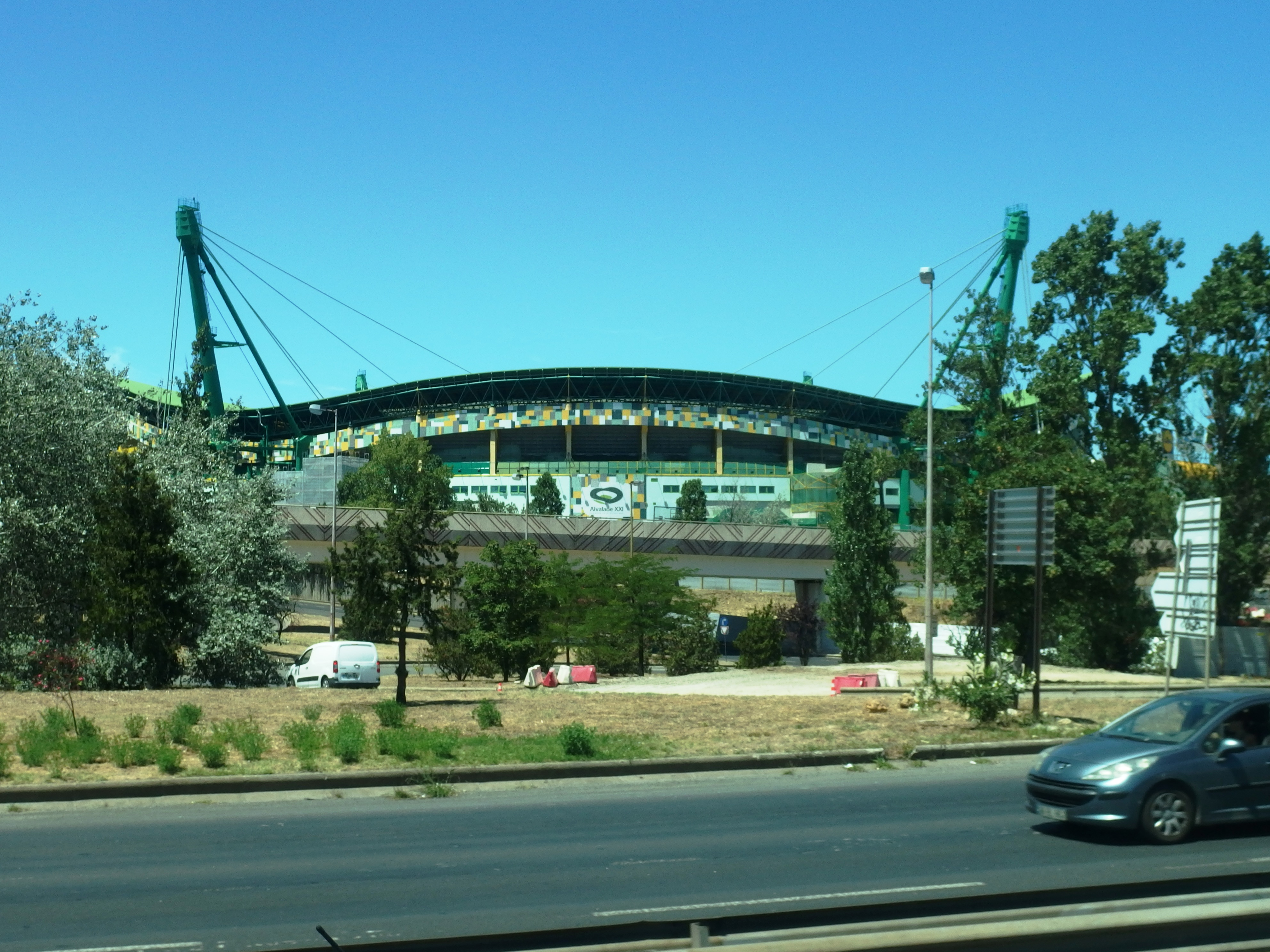
外観2
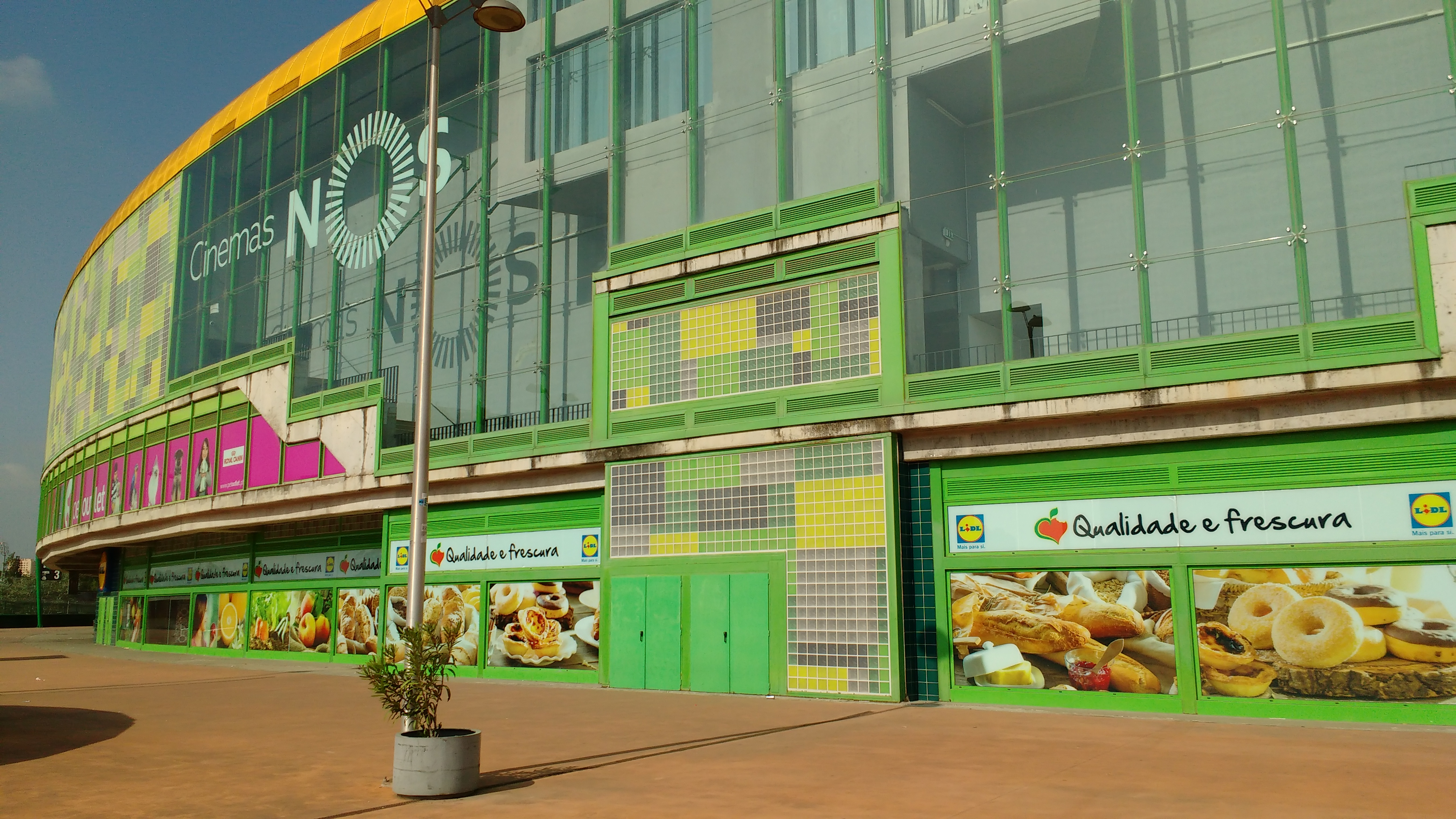
外観3
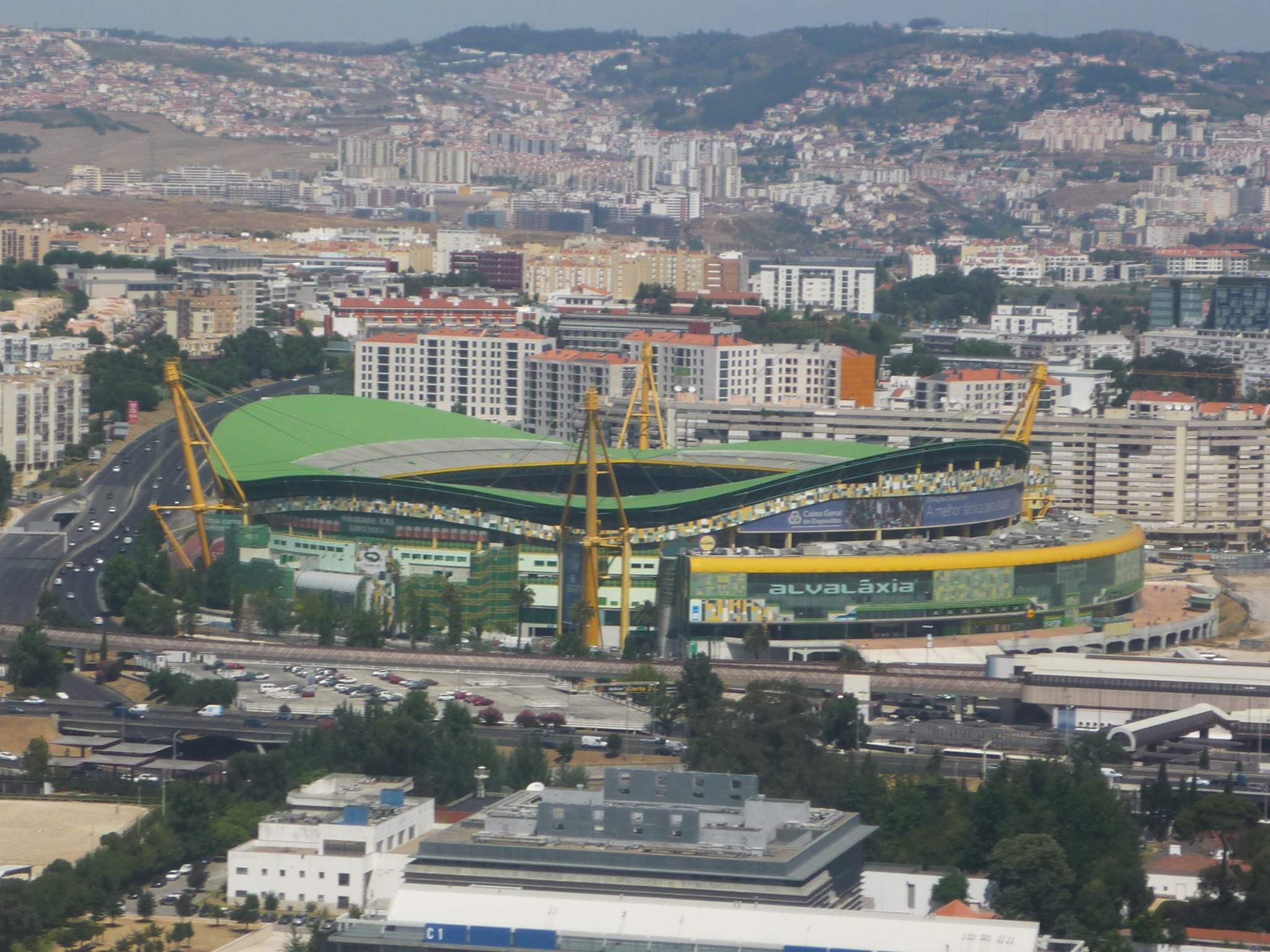
空撮
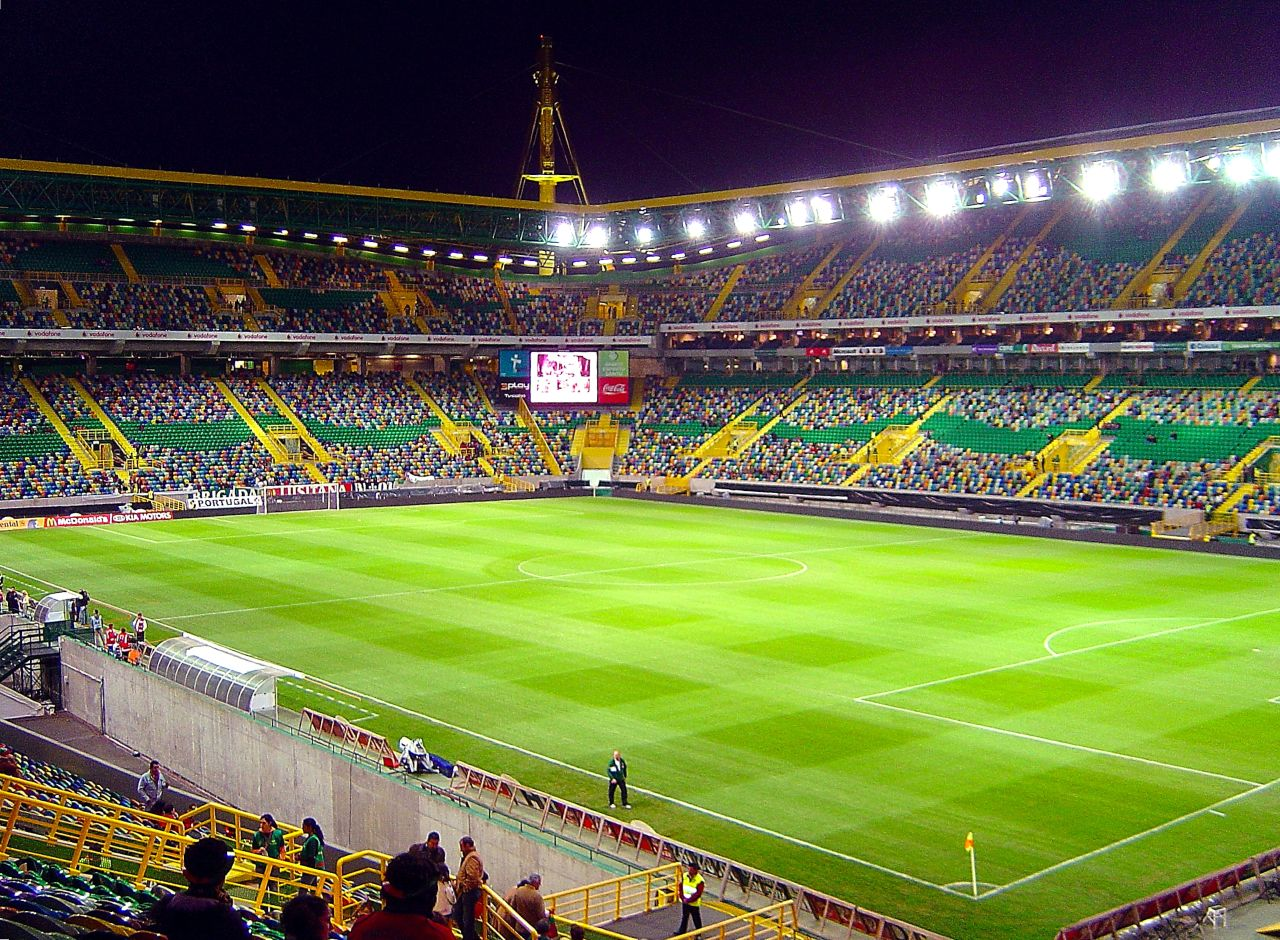
ピッチ1
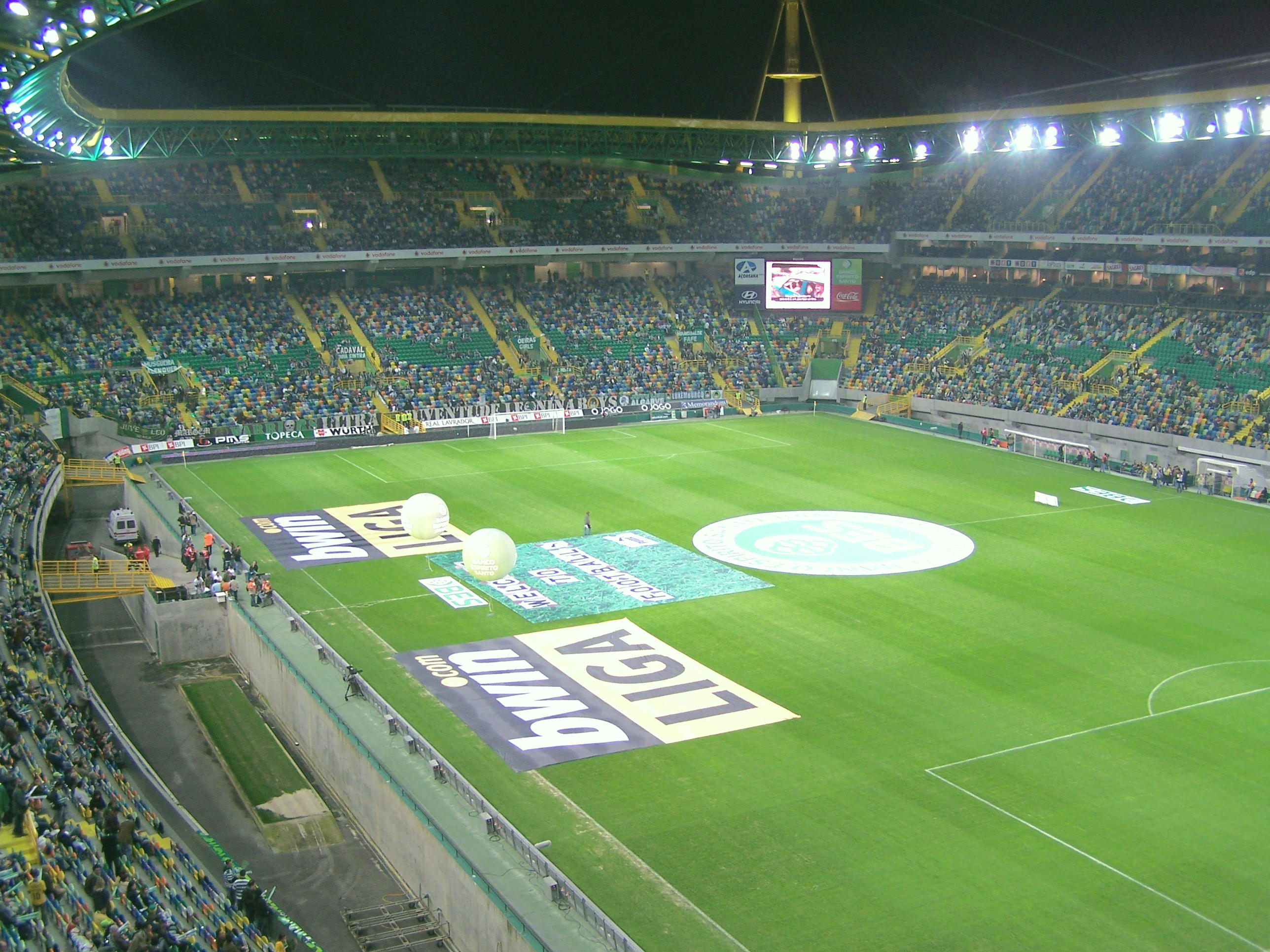
ピッチ2
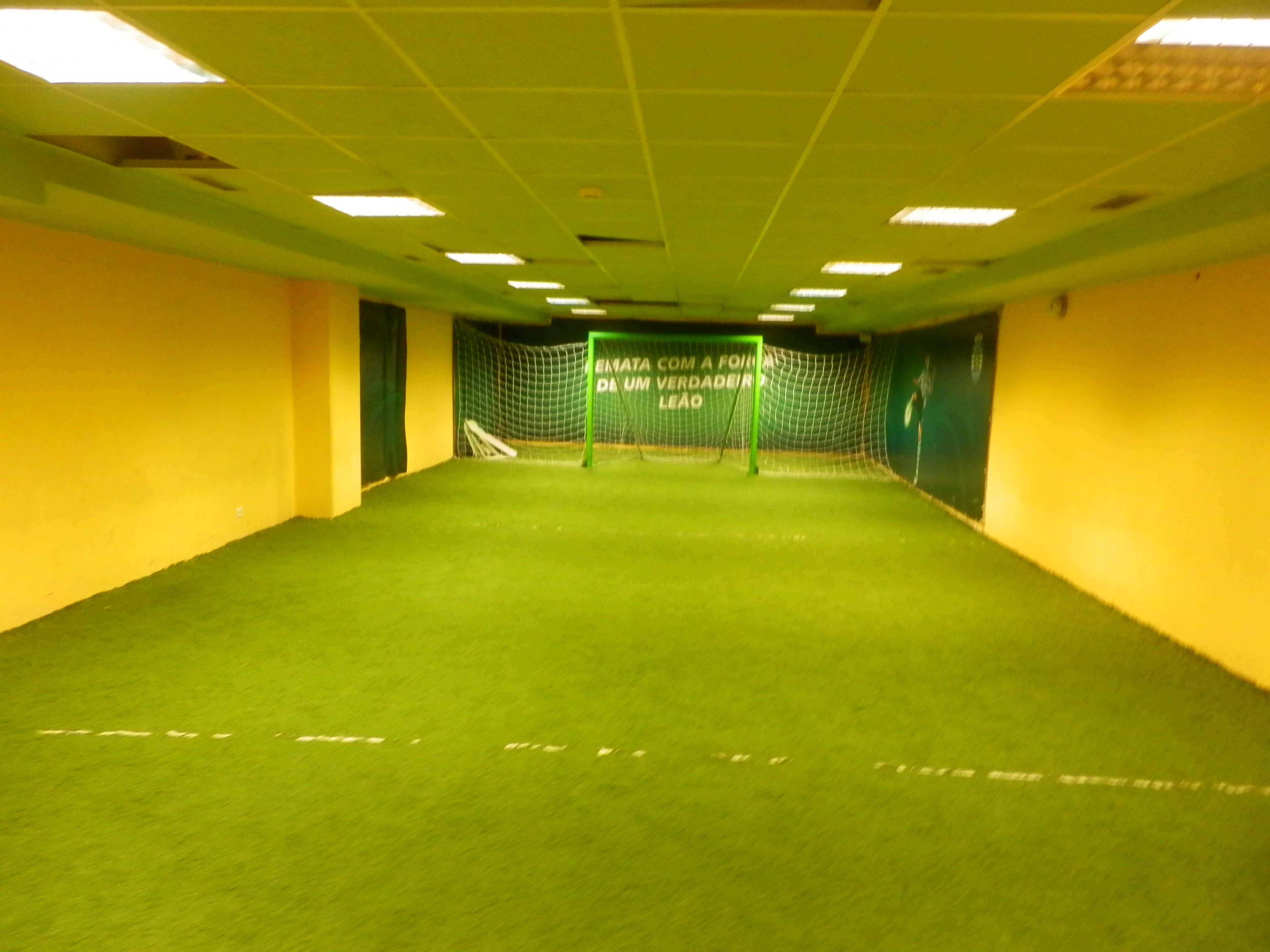
屋内練習場
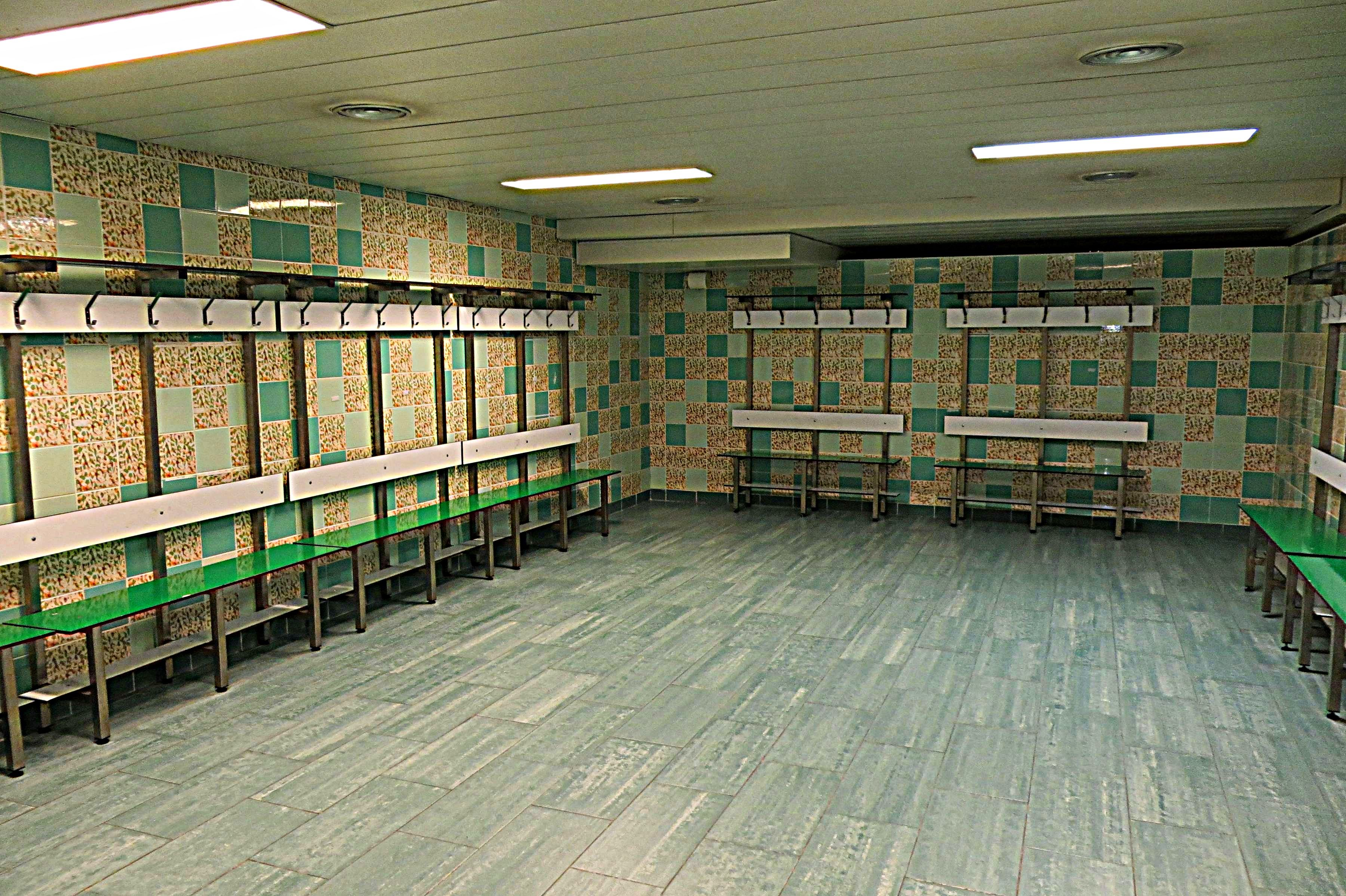
選手控室
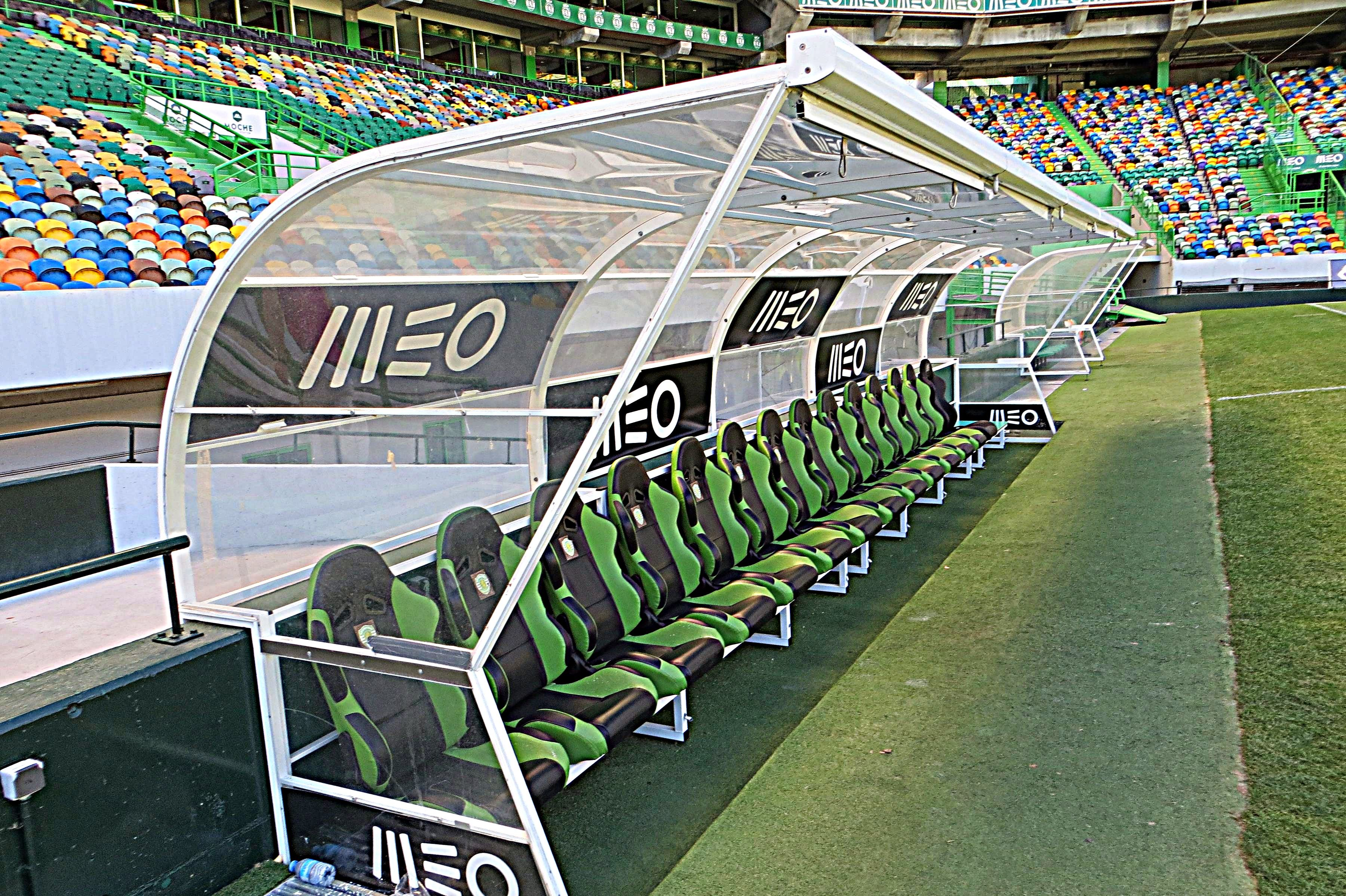
ベンチ

## アクセス
- リスボンメトロ 黄色線および緑線・カンポ・グランデ駅（英語版）から徒歩1分（駅構内とスタジアムが隣接）